# Trần Thị Thu
Trần Thị Thu (sinh ngày 15 tháng 7 năm 1991) là cầu thủ bóng đá thi đấu ở vị trí hậu vệ cho Thành phố Hồ Chí Minh I và đội tuyển bóng đá nữ quốc gia Việt Nam.

## Bàn thắng quốc tế
| #  | Ngày                | Địa điểm                                   | Đối thủ   | Bàn thắng | Kết quả | Giải đấu                         |
| -- | ------------------- | ------------------------------------------ | --------- | --------- | ------- | -------------------------------- |
| 1. | 14 tháng 5 năm 2022 | Sân vận động Cẩm Phả, Quảng Ninh, Việt Nam | Campuchia | 5–0       | 7–0     | Đại hội Thể thao Đông Nam Á 2021 |

## Danh hiệu
Thành phố Hồ Chí Minh
- Giải bóng đá nữ Vô địch Quốc gia: 
  - Vô địch: 2015, 2016, 2017, 2019, 2020, 2021, 2022
  - Á quân: 2013, 2018

Đội tuyển Việt Nam
- Đại hội Thể thao Đông Nam Á:
  - Huy chương vàng: 2021, 2023

## Đời tư
Trần Thị Thu tổ chức đám cưới với Nguyễn Thị Thương ngày 6 tháng 1 năm 2024. Cô là cầu thủ bóng đá nữ đầu tiên ở Việt Nam công khai tổ chức đám cưới với người cùng giới.